# Eduardo dos Santos (treinador)
Eduardo Ribeiro dos Santos, mais conhecido como Eduardo dos Santos, ou simplesmente Eduardo (São João do Piauí, 5 de agosto de 1980), é um treinador e ex-futebolista brasileiro naturalizado suíço que atuava como atacante. Atualmente treina o Fluminense-PI.
Nascido no Brasil, Eduardo conquistou cidadania suíça em setembro de 2006, depois de ter vivido no país por seis anos, permitindo-lhe assim jogar pela Seleção Nacional.

## Carreira

### Fortaleza
Estreou pelo Tricolor Cearense em uma partida pela Taça dos Campeões Cearenses contra o Guarany de Sobral no Estádio Alcides Santos. O Leão do Pici venceu por 3x0 e Eduardo fez o segundo gol, ainda o primeiro tempo.

### Guingamp
Eduardo sagrou-se campeão da copa da França em 2009, fazendo dois gols na final. Despertou, então, interesse do Olympique Lyonnains (Lyon), porém recusou a chance de jogar a champions League porque dizia acreditar no projeto do Guingamp.

### Retorno ao Piauí
Alguns anos após sua estadia na Europa, Eduardo encontrou sua verdadeira felicidade ao voltar para o Piauí, mais precisamente para o River, principal rival do clube que o revelou, onde se sagrou tricampeão Piauiense, e consegui o acesso a série C do campeonato brasileiro (sendo um dos protagonistas do acesso). Logo após, ainda se transferiu para o Flamengo. Posteriormente voltou para o River, onde mais uma vez se sagrou campeão estadual.

### Treze Futebol Clube
Depois de disputar o campeonato piauiense pelo River, chega ao Treze-PB para a disputa do campeonato brasileiro da terceira divisão, junto com o técnico Flávio Araújo.

## Títulos
Fluminense-PI
- Campeonato Piauiense: 2022

Fortaleza EC
- Copa dos Campeões Cearenses: 2016

River
- Campeonato Piauiense: 2014, 2015, 2016 e 2019

Metz
- Campeonato Francês - Série B: 2013

Guingamp
- Copa da França: 2009

Grasshopper
- Campeonato Suíço: 2002–03